# Chlorogomphus iriomotensis
Chlorogomphus iriomotensis är en trollsländeart som beskrevs av Ishida 1972. Chlorogomphus iriomotensis ingår i släktet Chlorogomphus och familjen kungstrollsländor. IUCN kategoriserar arten globalt som livskraftig. Inga underarter finns listade i Catalogue of Life.